# Break your world
「Break your world」（ブレイク・ユア・ワールド）は、佐咲紗花の楽曲。自身が作詞、五条下位が作曲を手掛けた。佐咲紗花の7枚目のシングルとして2013年1月23日にLantisから発売された。

## 概要
前作「Reason why XXX」から6ヶ月ぶりのリリースとなる2013年1作目のシングル。表題曲「Break your world」は本人が手がけた“Know thyself”（汝自身を知れ）という哲学的なフレーズを含んだ歌詞を伸びやかなハイ・トーン・ヴォイスで歌い上げ、悪と戦う美少女忍者たちの美しくも力強い姿を想像させる曲で、テレビアニメ『閃乱カグラ』のオープニングテーマとして使用された。

## 収録曲
（全作詞：佐咲紗花）
1. Break your world
作曲・編曲：五条下位（Arte Refact）
  - テレビアニメ『閃乱カグラ』オープニングテーマ
2. Super Shiny Sensation!!
作曲・編曲：谷島俊
3. Break your world（Instrumental）
4. Super Shiny Sensation!!（Instrumental）

DVD（初回限定盤のみ）
1. Break your world -Music Clip-